# سحيمة
السَّحِيْمَة (الاسم العلمي Melanopsis)، جنس حيوانات مائية من الرخويات معديات الأرجل وفصيلة السديفيات. أنواعه المعروفة عديدة منتشرة في معظم أصقاع البلاد المعتدلة الحرارة. تعيش في المياه العذبة, أصدافها شبه اهليلجية الشكل، سوداء اللون، برجية الأعقاب، منفرجة الفوهات المستطيلة. أجسامها مستطيلة. رؤوسها مقطومة ثنائية اللوامس المخروطية المستطيلة المعيونة.